# Tönnersa naturreservat
Tönnersa naturreservat ligger i Tönnersa i Eldsberga socken i Halmstads kommun i Halland.
Naturreservat är känt för sina sanddyner och sandstrand mot Laholmsbukten. Det är 288 hektar stort, ägt av Naturvårdsverket och bildades 1980.
I norr gränsar det till Gullbranna naturreservat, i söder till Hökafältets naturreservat.